# Campionati mondiali di sollevamento pesi 2019 - 73 kg maschile
Le gare di sollevamento pesi della categoria fino a 73 kg maschile — pesi leggeri — dei campionati mondiali del 2019 si sono svolte il 21 settembre 2019 a Pattaya presso l'Eastern National Sports Training Center.

## Programma
L'orario indicato corrisponde a quello thailandese (UTC+07:00)
| Data              | Orario | Evento   |
| ----------------- | ------ | -------- |
| 21 settembre 2019 | 10:00  | Gruppo C |
| 21 settembre 2019 | 14:25  | Gruppo B |
| 21 settembre 2019 | 20:25  | Gruppo A |

## Medagliati
Per ciascun esercizio, i primi tre classificati sono i seguenti:
| Esercizio | Oro         | Oro    | Argento         | Argento | Bronzo          | Bronzo |
| --------- | ----------- | ------ | --------------- | ------- | --------------- | ------ |
| Strappo   | Shi Zhiyong | 166 kg | Božidar Andreev | 157 kg  | Briken Calja    | 156 kg |
| Slancio   | Shi Zhiyong | 197 kg | O Kang-chol     | 193 kg  | Božidar Andreev | 189 kg |
| Totale    | Shi Zhiyong | 363 kg | O Kang-chol     | 347 kg  | Božidar Andreev | 346 kg |

## Record
Prima di questa competizione, i record mondiali esistenti erano i seguenti:
| Record mondiale | Strappo | Shi Zhiyong | 168 kg | Ningbo, Cina          | 22 aprile 2019  |
| Record mondiale | Slancio | Shi Zhiyong | 196 kg | Aşgabat, Turkmenistan | 4 novembre 2018 |
| Record mondiale | Totale  | Shi Zhiyong | 362 kg | Ningbo, Cina          | 21 aprile 2019  |

## Risultati
| Pos. | Atleta                        | Gr. | Peso atleta | Strappo (kg) | Strappo (kg) | Strappo (kg) | Strappo (kg) | Slancio (kg) | Slancio (kg) | Slancio (kg) | Slancio (kg) | Totale   |
| Pos. | Atleta                        | Gr. | Peso atleta | 1            | 2            | 3            | Pos.         | 1            | 2            | 3            | Pos.         | Totale   |
| ---- | ----------------------------- | --- | ----------- | ------------ | ------------ | ------------ | ------------ | ------------ | ------------ | ------------ | ------------ | -------- |
|      | Shi Zhiyong (CHN)             | A   | 72.90       | 160          | 163          | 166          |              | 190          | 197          | —            |              | 363      |
|      | O Kang-chol (PRK)             | A   | 72.85       | 150          | 154          | 156          | 5            | 185          | 191          | 193          |              | 347      |
|      | Božidar Andreev (BUL)         | A   | 73.00       | 149          | 154          | 157          |              | 185          | 189          | 192          |              | 346      |
| 4    | Vadzim Likharad (BLR)         | A   | 72.70       | 154          | 157          | 158          | 4            | 184          | 189          | 189          | 7            | 338      |
| 5    | Briken Calja (ALB)            | A   | 72.90       | 151          | 156          | —            |              | 181          | 190          | 190          | 13           | 337      |
| 6    | Julio Mayora (VEN)            | A   | 72.15       | 147          | 152          | 157          | 8            | 185          | 191          | 192          | 6            | 337      |
| 7    | Bak Joo-hyo (KOR)             | A   | 72.40       | 147          | 151          | 155          | 9            | 186          | 186          | 191          | 5            | 337      |
| 8    | Won Jeong-sik (KOR)           | A   | 72.80       | 146          | 150          | 153          | 7            | 183          | 183          | 188          | 11           | 336      |
| 9    | Clarence Cummings (USA)       | A   | 72.75       | 145          | 150          | 155          | 10           | 183          | 183          | 191          | 10           | 333      |
| 10   | Yuan Chengfei (CHN)           | A   | 72.95       | 146          | 151          | 155          | 13           | 181          | 185          | 187          | 4            | 333      |
| 11   | David Sánchez (ESP)           | B   | 72.95       | 140          | 145          | 145          | 16           | 175          | 180          | 183          | 8            | 328      |
| 12   | Masanori Miyamoto (JPN)       | B   | 72.95       | 140          | 145          | 148          | 14           | 175          | 180          | 183          | 9            | 328      |
| 13   | Sergej Petrov (RUS)           | B   | 72.95       | 144          | 150          | 153          | 6            | 174          | 179          | 179          | 17           | 327      |
| 14   | Max Lang (GER)                | B   | 72.50       | 143          | 147          | 147          | 12           | 175          | 180          | 180          | 15           | 327      |
| 15   | Triyatno (INA)                | B   | 72.95       | 138          | 143          | 145          | 15           | 177          | 181          | 185          | 12           | 326      |
| 16   | Doston Yoqubov (UZB)          | B   | 72.95       | 136          | 141          | 146          | 19           | 180          | 180          | 187          | 14           | 321      |
| 17   | Marin Robu (MDA)              | B   | 72.75       | 143          | 149          | 152          | 11           | 170          | 178          | 178          | 21           | 319      |
| 18   | Rahmat Erwin Abdullah (INA)   | B   | 72.60       | 138          | 142          | 144          | 17           | 168          | 172          | 174          | 18           | 318      |
| 19   | Maksat Meredow (TKM)          | B   | 72.80       | 135          | 137          | 142          | 22           | 172          | 178          | 182          | 16           | 315      |
| 20   | Archil Malakmadze (GEO)       | B   | 73.00       | 137          | 142          | 145          | 18           | 163          | 168          | 172          | 23           | 310      |
| 21   | Kakhi Asanidze (GEO)          | B   | 71.70       | 133          | 137          | 140          | 21           | 162          | 167          | 171          | 24           | 307      |
| 22   | Kevin Sandoval (COL)          | B   | 72.70       | 136          | 140          | 144          | 20           | 162          | 167          | 170          | 25           | 307      |
| 23   | Masakazu Ioroi (JPN)          | B   | 72.90       | 135          | 140          | 140          | 24           | 160          | 170          | 177          | 22           | 305      |
| 24   | Jorge Sánchez (PUR)           | C   | 72.45       | 128          | 133          | 136          | 27           | 168          | 171          | 175          | 19           | 304      |
| 25   | Achinta Sheuli (IND)          | C   | 72.90       | 130          | 135          | 135          | 23           | 162          | 166          | 170          | 26           | 301      |
| 26   | Tim Kring (DEN)               | B   | 72.85       | 135          | 135          | 139          | 25           | 165          | 169          | 170          | 27           | 300      |
| 27   | Indika Dissanayake (SRI)      | C   | 72.75       | 131          | 131          | 134          | 26           | 160          | 164          | 168          | 28           | 298      |
| 28   | Sudesh Peiris (SRI)           | C   | 72.95       | 130          | 130          | 134          | 29           | 160          | 165          | —            | 30           | 290      |
| 29   | Mahmoud Al-Humayd (KSA)       | C   | 72.30       | 125          | 130          | 135          | 28           | 150          | 160          | 169          | 31           | 290      |
| 30   | Taretiita Tabaroua (KIR)      | C   | 72.85       | 120          | 124          | 124          | 31           | 158          | 158          | 162          | 32           | 282      |
| 31   | Brandon Wakeling (AUS)        | C   | 72.55       | 115          | 119          | 122          | 34           | 154          | 158          | 162          | 29           | 281      |
| 32   | Jonathan Chin (GBR)           | C   | 72.45       | 116          | 120          | 124          | 30           | 147          | 152          | 154          | 35           | 271      |
| 33   | Larko Doguape (NRU)           | C   | 72.00       | 116          | 121          | 124          | 32           | 145          | 150          | 150          | 34           | 271      |
| 34   | Jeffrey Garcia (PHI)          | C   | 72.40       | 120          | 125          | 125          | 33           | 150          | 150          | 160          | 33           | 270      |
| 35   | Einar Jónsson (ISL)           | C   | 72.25       | 113          | 116          | 117          | 35           | 140          | 145          | —            | 36           | 253      |
| —    | Erry Hidayat (MAS)            | C   | 72.55       | 135          | 135          | 135          | —            | 163          | 168          | 170          | 20           | —        |
| —    | Karem Ben Hnia (TUN)          | A   | 71.95       | —            | —            | —            | —            | —            | —            | —            | —            | —        |
| —    | Gareth Evans (GBR)            | C   | 71.20       | —            | —            | —            | —            | —            | —            | —            | —            | —        |
| —    | Juan Batista Valdespino (PAN) | C   | ritirato    | ritirato     | ritirato     | ritirato     | ritirato     | ritirato     | ritirato     | ritirato     | ritirato     | ritirato |